# Цырендоржиева, Валерия Александровна
Валерия Александровна Цырендоржиева (в девичестве — Мыльникова, род. 1 сентября 1997 года) — российская спортсменка, стрелок из лука. Бронзовый призер чемпионата Европы в помещении в командных соревнованиях (2022). Серебряный призер Всемирной летней универсиады в командных соревнованиях (2019). Бронзовый призер первенства мира в помещении в командных соревнованиях (2014). Победитель и бронзовый призер первенства Европы в командных соревнованиях и смешанных командах (микст) (2016). Серебряный призер первенства Европы в помещении в командных соревнованиях (2015).  
Двукратный серебряный (2023, 2024) и бронзовый (2022) призер чемпионата России в личных соревнованиях. Трехкратная чемпионка России (2019, 2022, 2025), серебряный (2018) и трехкратный бронзовый (2021, 2023, 2024) призер чемпионата России в командных соревнованиях. Чемпионка России (2022) и двукратный бронзовый (2021, 2024) призер чемпионата России в смешанных командах (микст). Чемпионка России в помещении (2015) и серебряный призер чемпионата России в помещении (2021) в личных соревнованиях. Четырехкратная чемпионка России в помещении (2022, 2023, 2024, 2025) и четырехкратный серебряный призер чемпионата России в помещении (2014, 2015, 2020, 2021) в командных соревнованиях.
Мастер спорта России. Мастер спорта России международного класса.